# Třída Nilgiri (1968)
Třída Nilgiri je třída fregat Indického námořnictva. Fregaty jsou modifikací úspěšných britských fregat třídy Leander. V letech 1966–1981 do služby vstoupilo šest jednotek této třídy.

## Stavba
Kontrakt na stavbu čtyř nových fregat pro indické námořnictvo byl uzavřen s loděnicí Vickers Yarrow v roce 1964. Třída Leander v té době byla nejmodernější britskou konstrukcí. Velká Británie přitom Indii poskytla velký úvěr a pomohla i s rozšířením bombajských státních loděnic Mazagon Dock Limited (MDL) v Bombaji. V roce 1968 byl kontrakt rozšířen o další dvě jednotky. Tuto třídu tak tvoří šest fregat. Kýl první jednotky Nilgiri byl založen v roce 1966, v roce 1968 byla loď spuštěna na vodu a 3. června 1972 byla zařazena do služby. Další jednotky následovaly v letech 1974 (Himgiri), 1976 (Udaygiri), 1977 (Dunagiri), 1980 (Taragiri) a 1981 (Vindhyagiri).
Jednotky třídy Nilgiri:
| Jméno             | Založení kýlu     | Spuštěna           | Vstup do služby    | Osudy |
| ----------------- | ----------------- | ------------------ | ------------------ | --- |
| Nilgiri (F33)     | 15. října 1966    | 23. října 1968     | 3. června 1972     | vyřazena 31. května 1996                                                                                            |
| Himgiri (F34)     | 4. listopadu 1968 | 6. května 1970     | 23. listopadu 1974 | vyřazena 6. května 2005                                                                                             |
| Udaygiri (F35)    | 14. září 1970     | 24. října 1972     | 18. února 1976     | vyřazena 24. srpna 2007                                                                                             |
| Dunagiri (F36)    | 25. ledna 1973    | 9. března 1974     | 5. května 1977     | vyřazena 20. října 2010                                                                                             |
| Taragiri (F41)    | 15. října 1975    | 25. října 1976     | 16. května 1980    | vyřazena 27. června 2013                                                                                            |
| Vindhyagiri (F42) | 5. listopadu 1976 | 12. listopadu 1977 | 8. července 1981   | vyřazena 11. června 2012, potopila se 30. ledna 2011 v Bombaji po kolizi s kyperskou kontejnerovou lodí MV Nordlake |

## Konstrukce

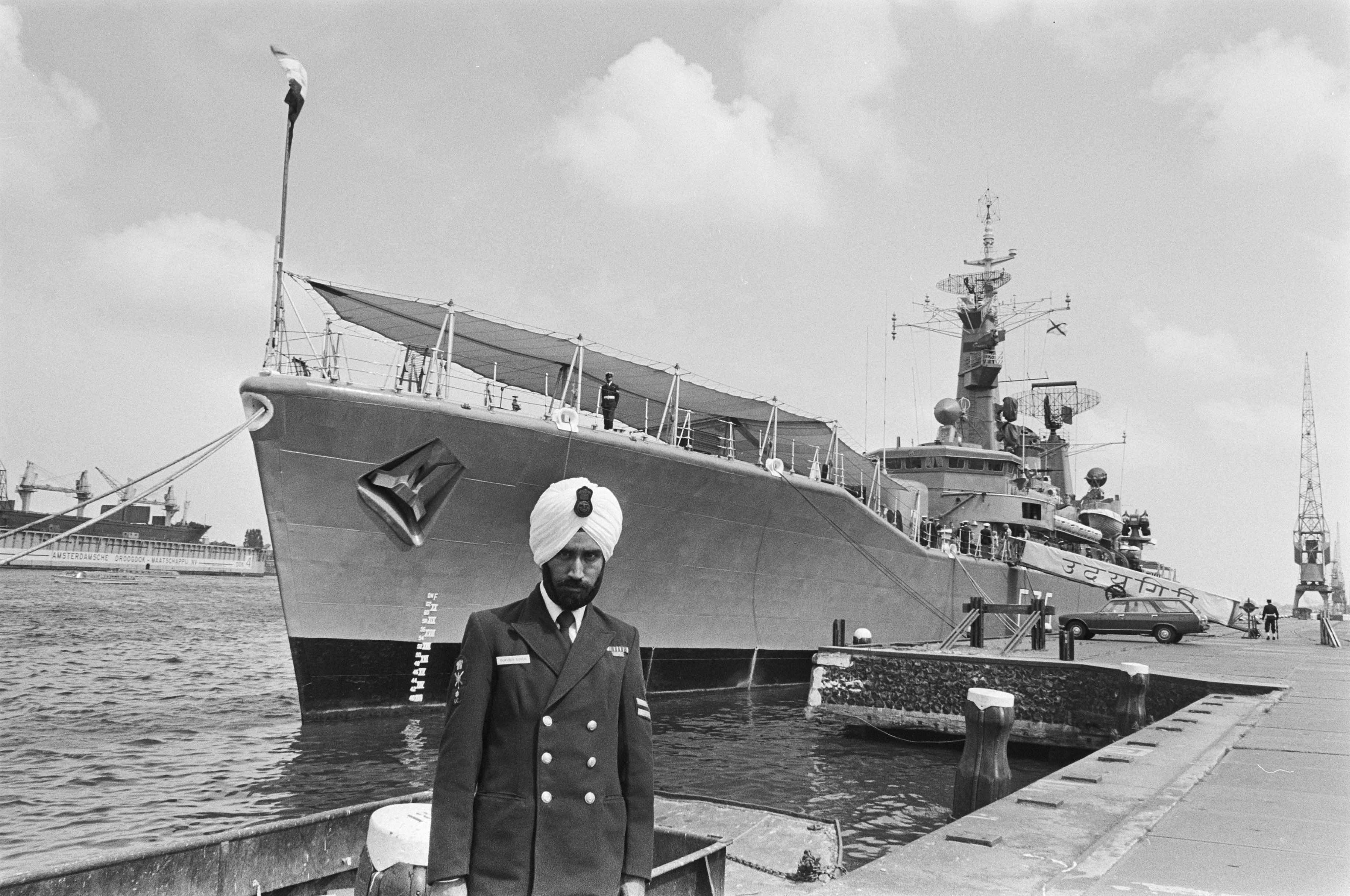
INS Udaygiri v Amsterdamu

Základní hlavňovou výzbroj prvních čtyř fregat tvořily dva 114mm lodní kanóny Mk 6 v dělové věži na přídi, doplněné o dva 20mm protiletadlové kanóny Oerlikon. Protiletadlovou výzbroj tvořila dvě čtyřnásobná vypouštěcí zařízení protiletadlových řízených střel Sea Cat (první dva kusy nesly jen jedno). K ničení ponorek byl na palubě jeden tříhlavňový vrhač raketových hlubinných pum Mk 10 Limbo. Na palubě se nacházela přistávací plošina pro protiponorkový vrtulník HAL Chetak se skládacím hangárem.
Konstrukce čtvrté a páté jednotky byla vylepšena, především byly efektivnější v ničení ponorek. Navíc měly modernější elektroniku. Například místo vrhačů Limbo dostaly dva trojhlavňové 324mm protiponorkové torpédomety ILAS 3. Obě byly vybaveny skládacím teleskopickým hangárem a nesly větší protiponorkový vrtulník typu Sea King. Dalším vylepšením byla instalace dvou 30mm systémů blízké obrany AK-630.

## Operační služba
Fregata Vindhyagiri, sloužící v té době jako cvičné plavidlo, se v Bombaji dne 30. ledna 2011 v 16:36 místního času srazila s kyperskou kontejnerovou nákladní lodí MV Nordlake. Vindhyagiri připlouvala do přístavu po návratu z vyhlídkové plavby s rodinnými příslušníky posádky, zatímco Nordlake přístav opouštěla. Kontejnerová loď prováděla úhybný manévr, aby se vyhnula jiné lodi a přitom narazila do indické fregaty, kterou poškodila v oblasti kotelen a strojoven. Vypukl požár a fregata se bezprostředně poté naklonila. Remorkéry odvlekly Vindhyagiri do přístavu, kde se ji záchranné čety pokusily uhasit. Použitá voda ale narušila stabilitu lodi, která se převrátila a potopila u nábřeží. Při nehodě nedošlo k žádným ztrátách na životech. Vindhyagiri je největší indickou válečnou lodí potopenou v běžném provozu.